# Robert Dumontois

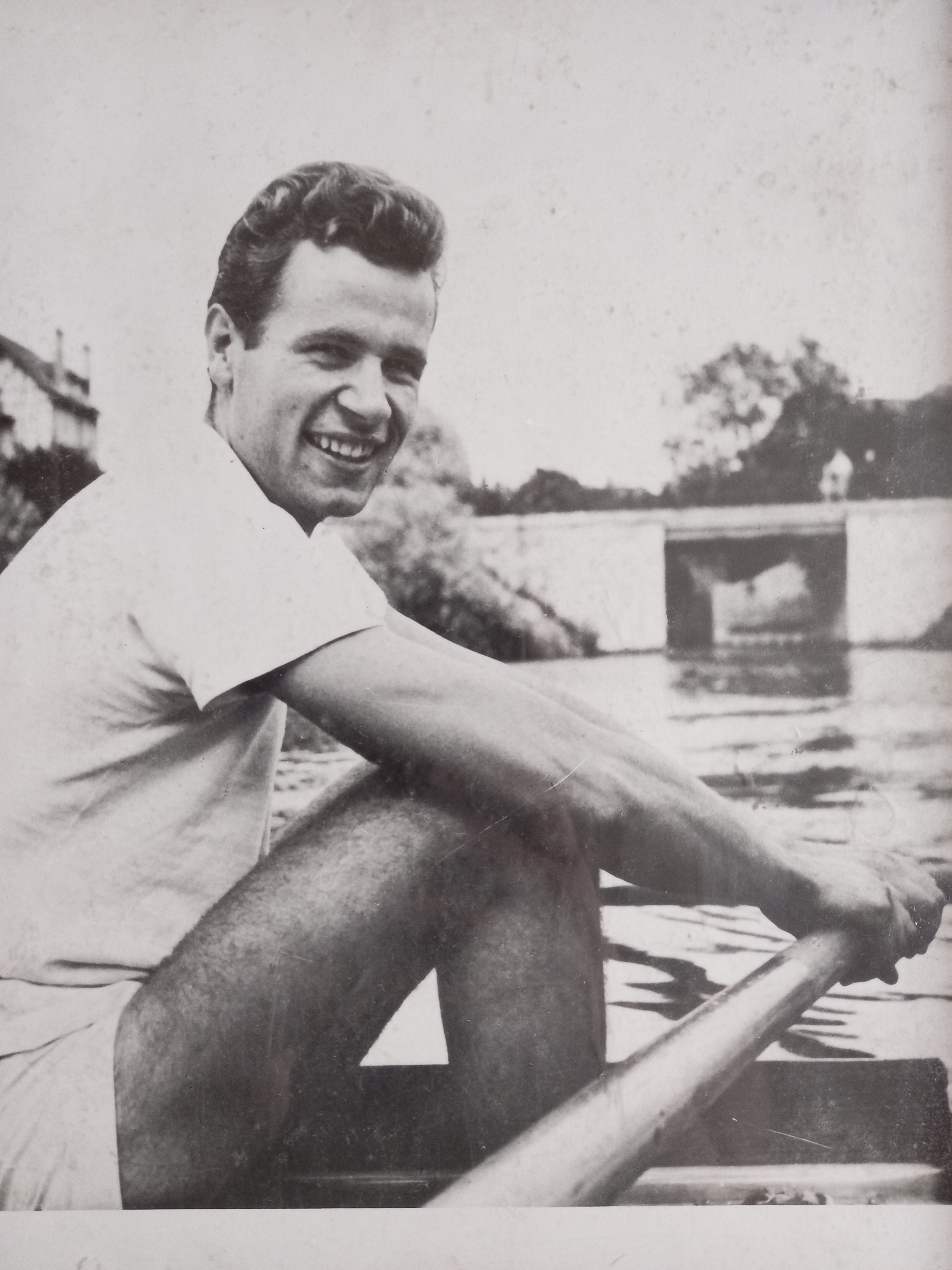
Robert Dumontois

Robert Michel Dumontois (* 6. August 1941 in Lyon; † 15. Juni 2022 in Saint-Paul-lès-Romans) war ein französischer Ruderer. 
Der für Cercle de l'Aviron de Lyon rudernde Robert Dumontois gewann seine erste internationale Medaille bei den Olympischen Spielen 1960 in Rom, als der französische Vierer mit Steuermann in der Besetzung Robert Dumontois, Claude Martin, Jacques Morel, Guy Nosbaum und Steuermann Jean Klein die Silbermedaille hinter dem deutschen Vierer erhielt. Die Franzosen hatten im Vorlauf den dritten Platz hinter den Booten aus der Sowjetunion und aus Österreich belegt und dann den Hoffnungslauf gewonnen. Im Halbfinale erreichten sie das Ziel mit fast zweieinhalb Sekunden Rückstand auf die Deutschen, im  Finale waren es exakt zweieinhalb Sekunden.
Bei den Europameisterschaften 1961 trat der französische Achter in der Besetzung Christian Puibaraud, Jean-Luis Bellet, Joseph Moroni, Robert Dumontois, Gaston Mercier, Bernard Meynadier, Émile Clerc, Michel Viaud und Steuermann Alain Bouffard an. Die Franzosen erkämpften die Bronzemedaille hinter den Italienern und den Deutschen.
1962 wurden die ersten Ruder-Weltmeisterschaften ausgetragen. Bei der Premiere in Luzern   startete der französische Achter in der Besetzung Christian Puibaraud, Jean-Pierre Bellet, Jacques Morel, Joseph Moroni, Georges Morel, Robert Dumontois, Bernard Meynadier, Michel Viaud und Alain Bouffard. Der Deutschland-Achter gewann den Titel vor dem Boot aus der Sowjetunion und den Franzosen.
Bei den Olympischen Spielen 1964 in Tokio waren im Achter mit Dumontois, Meynadier, Moroni, Viaud und Bouffard noch fünf Ruderer von 1962 dabei, hinzu kamen André Fevret, Pierre Maddaloni, Jean-Pierre Grimaud und André Sloth. Der französische Achter belegte im Vorlauf den zweiten Platz hinter dem Boot aus der Sowjetunion. Im Hoffnungslauf siegten die Italiener vor den Franzosen, die damit nur das B-Finale erreichten und als Sieger des B-Finales den siebten Platz in der Gesamtwertung belegten.